# Взорвите банк
«Взорвите банк» (фр. Faites sauter la banque!) — французская кинокомедия 1964 года с Луи де Фюнесом в главной роли.
Фильм вышел в чёрно-белом варианте, в 1993 году раскрашен.

## Сюжет
Владелец магазина «Охота и рыбная ловля» Виктор Гарнье решил выгодно вложить свои сбережения и направился в соседний банк. Директор банка Дюран-Марей предложил ему купить акции компании «Тангана» и пообещал большую прибыль. Мсье Гарнье последовал его совету и прогорел, когда через некоторое время Тангана была национализирована, и курс её акций обрушился.
С этого момента у Виктора начались финансовые проблемы: он не мог не только оплачивать счета, но даже вынужден был экономить на карманных деньгах своих детей. Как же тяжело было ему наблюдать, что банкир, обманувший его, живёт на широкую ногу и ни в чём себе не отказывает.
Однажды во время воскресной проповеди кюре подал Виктору идею самому наказать Дюран-Марея во спасение его души и вернуть деньги. Вернувшись домой, Виктор и его семья разрабатывают план ограбления банка. Для этого им нужно всего лишь сделать подкоп и проникнуть в хранилище.

## В ролях
- Луи де Фюнес — Виктор Гарнье
- Жан-Пьер Марьель — Андре Дюран-Марей
- Ивонн Клеш — Элен Гарнье
- Анн Доа — Изабель Гарнье
- Катрин Демонжо — Коринна Гарнье
- Мишель Тюро — Жерар Гарнье
- Жан Вальмон — Филипп Бреси
- Жорж Вильсон — полицейский
- Филипп Дюма — комиссар
- Клод Пьеплю — кюре
- Аликс Маи — Пупетта
- Мишель Данкур — Казимир
- Жорж Аде — Жербер
- Жан Дроз — продавец
- Жан Лефевр — мастер
- Доминик Зарди — Запато
- Анри Атталь — землекоп
- Луи Вире — сосед Гарнье
- Робер Фавар — эпизод (нет в титрах)